# Iowa City
Iowa City es una ciudad ubicada en el condado de Johnson en el estado estadounidense de Iowa. En el Censo de 2010 tenía una población de 67.862 habitantes y una densidad poblacional de 1.036,42 personas por km². Iowa City es la sede de la Universidad de Iowa, con 31,065 estudiantes en el 2013. Con el hospital de la universidad, The University of Iowa Hospitals and Clinics, la Universidad de Iowa tiene 26,277 empleados. Iowa City también es la sede de ACT, Inc., con 1,254 empleados.

## Geografía
Iowa City se encuentra ubicada en las coordenadas 41°39′22″N 91°31′53″O / 41.65611, -91.53139. Según la Oficina del Censo de los Estados Unidos, Iowa City tiene una superficie total de 65.48 km², de la cual 64.78 km² corresponden a tierra firme y (1.07%) 0.7 km² es agua.

## Demografía
La Oficina del Censo estimó que Iowa City tenía una población de 70,133 habitantes en el 2012. En el 2012, la zona metropolitana tenía 158,231 habitantes. Con la ciudad de Cedar Rapids, Iowa City forma parte de "Iowa's Creative Corridor," una zona con 435,978 habitantes en el 2012.
En el 2012, el ingreso promedio por hogar de Iowa City era $60,868, y el ingreso promedio por familia era de $90,919. Alrededor del 27.9% de la población estaba bajo la tasa de pobreza nacional, aunque ese número es probablemente mucho más que la realidad debido al gran número de estudiantes.
Según el censo de 2010, había 67862 personas residiendo en Iowa City. La densidad de población era de 1.036,42 hab./km². De los 67862 habitantes, Iowa City estaba compuesto por el 82.53% blancos, el 5.76% eran afroamericanos, el 0.21% eran amerindios, el 6.9% eran asiáticos, el 0.04% eran isleños del Pacífico, el 2.06% eran de otras razas y el 2.5% pertenecían a dos o más razas. Del total de la población el 5.34% eran hispanos o latinos de cualquier raza.